# Vikýřovice
Vikýřovice (dříve též Vikéřovice a Vikárovice, německy Weikersdorf) jsou obec v okrese Šumperk v Olomouckém kraji. Žije zde přibližně 2 300 obyvatel.

## Poloha
Obec leží v nadmořské výšce 335 metrů a je rozložena na levém břehu řeky Desné, která ji odděluje od protějšího Rapotína. Na jižním okraji s Vikýřovicemi splynula osada Krenišov. Na východ od obce vede železniční trať, která byla při povodních v roce 1997 zcela zničena. Vikýřovice spolu s dalšími sedmi obcemi tvoří mikroregion Svazek obcí údolí Desné, který byl vytvořen právě za účelem zprovoznění železniční tratě Šumperk - Kouty nad Desnou, Petrov nad Desnou - Sobotín. Sousedními obcemi sídla jsou Šumperk, Petrov nad Desnou, Nový Malín, Hraběšice, Rapotín a Sobotín.

## Historie
První písemná zmínka o obci pochází z roku 1391.
V obci se také nachází dřívější budova renesanční tvrze, z níž nápadné jsou arkády v prvním patře dvorního traktu s nárožní bosáží. Tato budova má také přes metr silné obvodové zdivo. Roku 1590 zmínil písař při sepisování majetku také tvrz ve Vikýřovicích. Posledními šlechtickými majiteli byl rod Lichtenštejnů. Po první světové válce došlo k pozemkové reformě a v první reemigrační vlně se do Vikýřovic přistěhovali potomci českých exulantů doby pobělohorské ze Zelova i odjinud. Založili zde baptistický sbor.

## Obyvatelstvo
| Rok            | 1869  | 1880  | 1890  | 1900  | 1910  | 1921  | 1930  | 1950  | 1961  | 1970  | 1980  | 1991  | 2001  | 2011  | 2021  |
| -------------- | ----- | ----- | ----- | ----- | ----- | ----- | ----- | ----- | ----- | ----- | ----- | ----- | ----- | ----- | ----- |
| Počet obyvatel | 1 086 | 1 231 | 1 344 | 1 444 | 1 657 | 1 722 | 1 997 | 1 425 | 1 639 | 1 624 | 1 799 | 1 859 | 2 022 | 2 260 | 2 177 |
| Počet domů     | 140   | 143   | 178   | 179   | 199   | 223   | 289   | 322   | 303   | 333   | 389   | 470   | 525   | 638   | 685   |

## Obecní správa
Mezi lety 1869–1975 Vikýřovice byly obcí v okrese Šumperk. Od 1. ledna 1976 do 23. listopadu 1990 patřily jako část města k Šumperku a od 24. listopadu 1990 jsou opět samostatnou obcí.

### Obecní symboly
Znak a vlajka byly obci uděleny rozhodnutím předsedy Poslanecké sněmovny Parlamentu České republiky dne 27. března 2000.

## Pamětihodnosti
- Mateřská škola – Zámeček
- Kaple svatého Antonína
- Renesanční tvrz

## Zajímavosti
- Muzeum silnic (otevřeno 26. 10. 2010)[11]

## Současnost
V roce 2008 získala obec ocenění Bílá stuha za činnost mládeže v rámci regionální soutěže Vesnice roku, v následujícím roce byla na druhém místě ve stejné soutěži v Olomouckém kraji a v roce 2010 byla obec oceněna cenou Zlatá stuha za celkové vítězství v Olomouckém kraji.
Mimo členství ve Svazku obcí Údolí Desné je obec Vikýřovce členem Spolku pro obnovu venkova Olomouckého kraje, Jeseníky - sdružení pro rozvoj cestovního ruchu a Místní akční skupiny Údolí Desné.
Ocenění
Ve čtvrtek 16. října 2014 byla udělena cena Ministerstva kultury Knihovna roku, a to ve dvou kategoriích - „základní knihovna“ a „významný počin v oblasti poskytování veřejných knihovnických a informačních služeb“. Ocenění předal ministr kultury Daniel Herman.